# Матчик, Томми
Джон Томас Матчик (англ. John Thomas Matchick; 7 сентября 1943, Хейзлтон, Пенсильвания — 4 января 2022, Силвейния, Огайо) — американский бейсболист, играл на позициях шортстопа, второй и третьей базах. Выступал в Главной лиге бейсбола с 1967 по 1972 год. Победитель Мировой серии 1968 года в составе клуба «Детройт Тайгерс».

## Биография

### Ранние годы и начало карьеры
Джон Матчик родился 7 сентября 1943 года в Хейзлтоне в Пенсильвании. Второй из трёх детей в семье Джона Уэсли и Анны Матчик. Отец, работавший в компании Bethlehem Steel, привил ему любовь к бейсболу. В детстве его кумиром был игрок «Нью-Йорк Янкис» Тони Кубек. Матчик играл в различных детских соревнованиях, его команда участвовала в финальном турнире Лиги Бейба Рута. Во время учёбы в старшей школе Хейзлтон-Фриленд он также играл в баскетбол. Стетсонский университет предлагал ему баскетбольную стипендию, но Матчик, хотевший играть в бейсбол, отказался.
Весной 1962 года, при участии скаута Олли Ванека, он подписал контракт с клубом «Сент-Луис Кардиналс», получив бонус в размере 17 тысяч долларов. Свой дебютный сезон в профессиональном бейсболе Матчик провёл в фарм-командах «Брансуик Кардиналс» и «Виннипег Голдайз». После окончания чемпионата Главная лига бейсбола внесла изменения в правила, разрешив драфтовать новичков, игравших в дочерних командах младших лиг. В ноябре 1962 года права на Матчика перешли к «Детройту».
Сезон 1963 года он начал в Лиге штата Флорида в «Лейкленд Тайгерс», позднее его перевели на уровень AA-лиги в «Ноксвилл Смокиз». Летом 1964 года Матчик был отправлен в клуб Восточной лиги «Элмира Пионирс», с которым выиграл чемпионский титул. Концовку того же сезона он провёл в команде AAA-лиги «Сиракьюз Чифс», заменив выбывшего из-за язвы желудка шортстопа Рэя Ойлера. Там же он выступал в два следующих сезона. По итогам 1966 года, в котором Матчик в 145 сыгранных матчах отбивал с показателем 25,0 % и выбил 12 хоум-ранов, его признали лучшим молодым инфилдером фарм-системы «Тайгерс».

### Детройт Тайгерс
Весной 1967 года он провёл предсезонные сборы с основным составом «Детройта», но перед стартом чемпионата тренерский штаб предпочёл оставить Ойлера. Матчик был отправлен в команду AAA-лиги «Толидо Мад Хенс». Главный тренер «Тайгерс» Мейо Смит считал, что ему лучше подходит вторая база и, в случае успешного выступления, он мог бы заменить на этой позиции Дика Маколиффа. Чемпионат Матчик начал плохо и клуб отправил в Толидо тренер отбивающих Уолли Мозеса, чтобы тот помог ему. Этот ход дал результат и к концу сезона его показатель отбивания вырос до 28,9 %. Помимо этого, Матчик был лучшим в лиге по количеству выведенных в аут соперников, передач и розыгрышей дабл-плей. По итогам сезона ему была вручена Серебряная перчатка, аналог приза Золотая перчатка для лучших защитников Главной лиги бейсбола. «Мад Хенс» в том году выиграли плей-офф Международной лиги, но Матчик в этих играх уже не участвовал — в сентябре он дебютировал в основном составе «Детройта».
Перед стартом сезона 1968 года на сборах он выглядел не очень хорошо, но остался в «Тайгерс». Второго июля Матчик выбил первый в карьере хоум-ран, а второй его такой удар, состоявшийся в игре с «Балтимором» 19 июля, приобрёл у болельщиков клуба статус культового. В целом же он выходил на биту всего 227 раз, а его показатель отбивания в регулярном чемпионате составил 20,3 %. «Детройт» завершил сезон победой в Мировой серии. Матчик в финале выходил на поле в трёх играх и результативными действиями в нападении не отметился.
В 1969 году основным шортстопом команды был Микки Стэнли, а Матчик чаще выходил на замену либо подменял травмированного Маколиффа на второй и третьей базах. Сделав 298 выходов на биту, он отбивал с показателем 24,2 %. После окончания сезона он договорился с клубом о новом контракте, но почти сразу же его обменяли в «Бостон Ред Сокс».

### Заключительный этап карьеры
В «Ред Сокс» зарплату Матчика повысили вдвое. В клубе рассчитывали на него как на хорошего защитника и запасного на случай травм Рико Петрочелли и Майка Эндрюса. В «Бостоне» он провёл пару месяцев, после чего его обменяли в «Канзас-Сити Роялс». Там он провёл оставшуюся часть сезона. И без того небольшое игровое время сократилось из-за полученной им травмы пальца.
Сезон 1971 года Матчик начал в фарм-клубе «Роялс» в Омахе, а в начале мая его обменяли в «Милуоки Брюэрс» на аутфилдера Теда Сэвиджа. После перехода он некоторое время выступал за фарм-команду «Эвансвилл Триплетс». В июле Матчик вернулся в Главную лигу бейсбола и до конца регулярного чемпионата сделал 114 выходов на биту с эффективностью 21,9 %. После окончания сезона его вновь обменяли, на этот раз в «Ориолс».
Почти весь 1972 год он провёл в клубе Международной лиги «Рочестер Ред Уингз», второй раз в карьере став обладателем Серебряной перчатки. Атакующая эффективность Матчика составила 25,2 %, он выбил 11 хоум-ранов и набрал 58 RBI. В сентябре его перевели в основной состав «Балтимора», за который он провёл три своих последних матча в лиге. Он рассчитывал продолжить выступления за «Ориолс» в 1973 году, но был обменян в «Нью-Йорк Янкис».
Сразу завершать карьеру Матчик отказался, ещё четыре года он провёл в младших лигах. В 1974 году он играл за Чарлстон Чарлиз вместе с Тони ла Руссой. На следующий сезон он снова подписал контракт с «Рочестером» и играл у тренера Джо Альтобелли, выступая в роли наставника для молодых игроков команды. Затем Матчик предпринял ещё одну попытку вернуться в «Ориолс», но она оказалась неудачной. Последний сезон карьеры он провёл в «Сиракьюз Чифс». В поздних интервью он говорил, что хотел попробовать себя в роли тренера, но эту работу ему не предложили.

### После бейсбола
После окончания карьеры Матчик работал менеджером в фирме по продаже спортивных товаров, позднее он занимался бизнесом, связанным с фотографией. Известно, что в 2007 году он занимал пост вице-президента компании Great Lakes Aerocam, занимавшейся аэрофотосъёмкой. Матчик был женат, вырастил двух сыновей и дочь. Он был избран в Зал славы Хейзлтауна.
Том Матчик скончался 4 января 2022 года в возрасте 78 лет в больнице города Силвейния в Огайо. Перед смертью он в течение двух месяцев боролся с COVID-19.